# CFG Bank Arena
La CFG Bank Arena' (precedente conosciuta come Baltimore Arena, 1st Mariner Arena e Baltimore Civic Center e Royal Farms Arena) è un'arena collocata nella città di Baltimore, Maryland. L'arena è stata aperta ufficialmente nel 1962 ed ha una capacità di posti a sedere pari a 14 000.

## Storia

### Anni 1960-1970
L'arena ha ospitato molti eventi, dal boxing, alla musica, allo sport e al wrestling.

### Anni 2000
Il 1º febbraio 2006, l'arena ha ospitato il primo concerto dei Rolling Stones.
Il 19 febbraio 2006, ha ospitato il pay-per-view della WWE, No Way Out 2006.